# ペンシルベニア女子医科大学

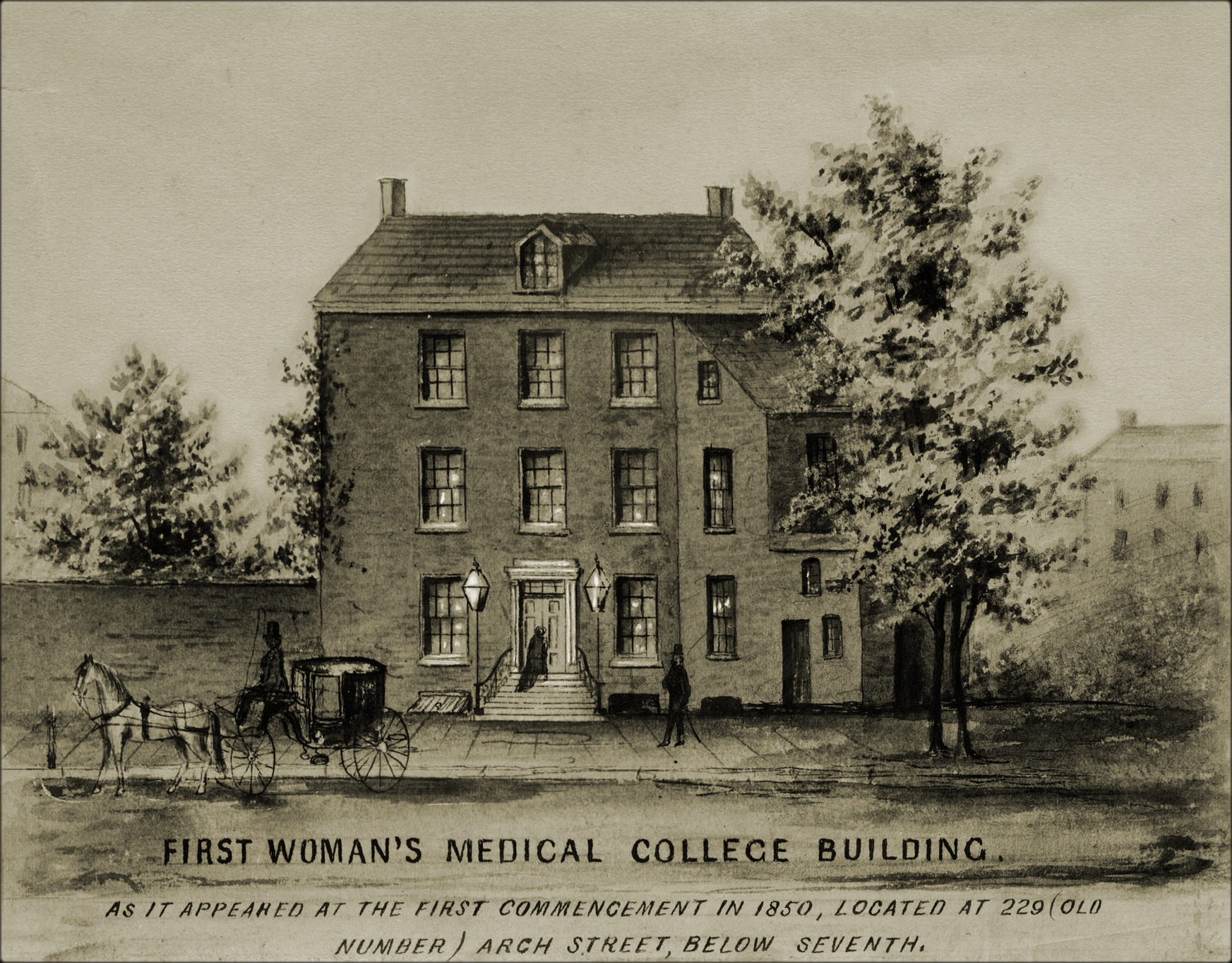
最初の大学の建物

ペンシルベニア女子医科大学（ペンシルベニアじょしいかだいがく、英語: Woman's Medical College of Pennsylvania）は、1850年にフィラデルフィアに設立された女性のための医学教育機関である。世界で最初に設立された女子医科大学であった。現在はドレクセル大学の医学部に統合されている。

## 歴史
フィラデルフィアのクエーカー教徒のグループによって設立された。設立に重要な役割を果たしたのは、バーソロミュー・フューセル、ジョゼフ・ロングショア(Joseph S. Longshore)、ウィリアム・ミューレン(William J. Mullen)らであった。19世紀初めの女性の権利の向上運動の中で、1850年にFemale Medical College of Pennsylvaniaという名前で小さな建物の中に設立された。最初の卒業生にはアン・プレストンらがいる。南北戦争時に資金難により一時閉鎖された。
1866年に治療実習をするための病院として、フィラデルフィア婦人病院(Woman’s Hospital of Philadelphia）が設立された。宗教や国籍、人種で差別しない病院であった。当時医療行為は、個人医の診療室か患者の家で行われていたが徐々に患者を集めるようになった。
1867年にWoman's Medical College of Pennsylvaniaに改名された。1874年にアイザック・バートン(Isaac Barton)の遺産が寄付されることにより新しい校舎が建設された。1920年代にイーストフォールズのキャンパスが作られた。1970年からMedical College of Pennsylvaniaとなり、男子学生の受け入れが始まり、1993年にHahnemann大学と統合され、MCP Hahnemann School of Medicine of Allegheny Univ. of the Health Sciencesとなり、2002年に、ドレクセル大学の医学部となった。

## 日本人卒業生

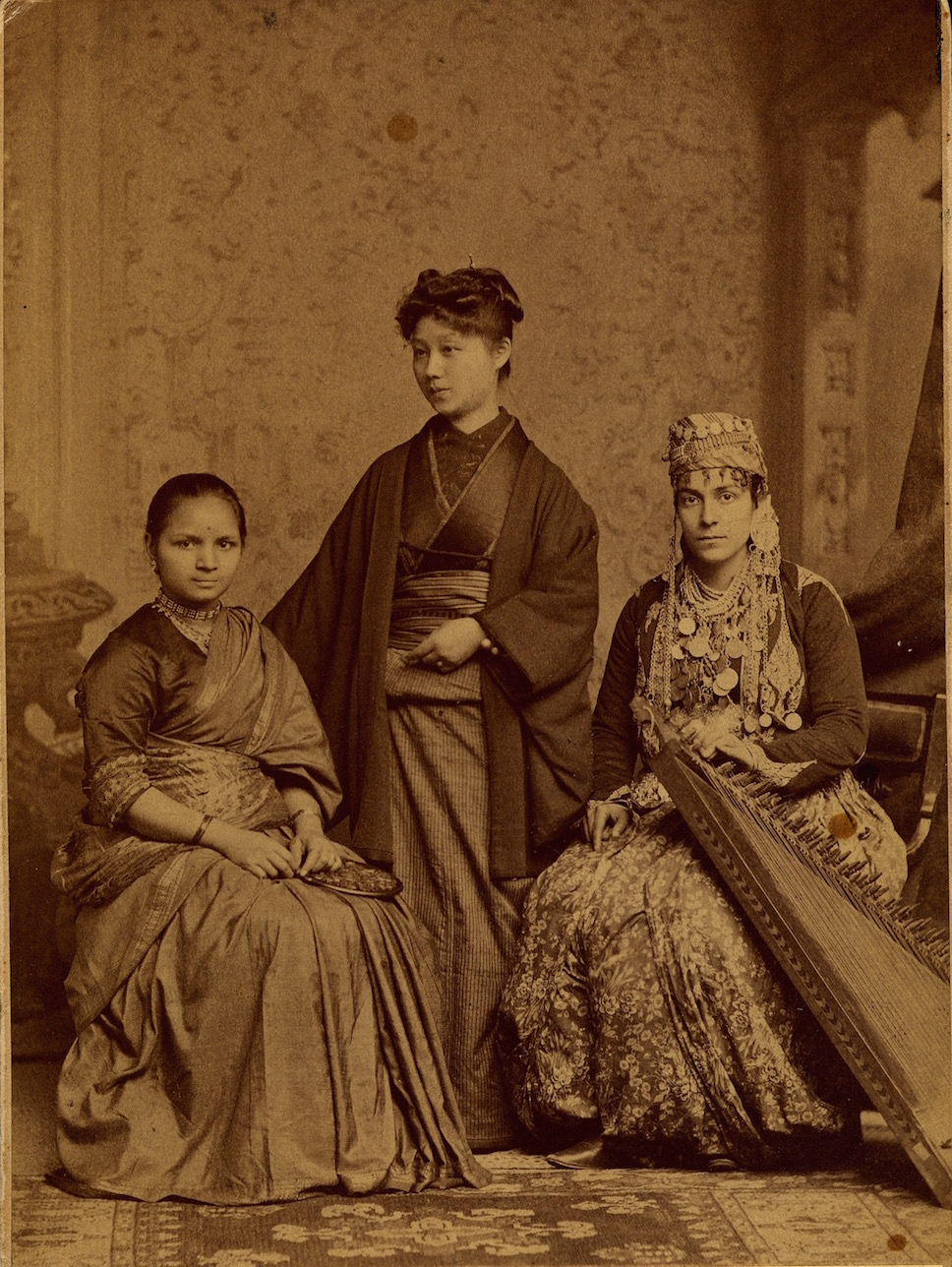
岡見京（中央）。留学生仲間のインド人Anandi Gopal Joshi（左）とシリア人Sabat Islambouliと。1885年

同大には古くからイギリス、カナダ、インド、中国、シリア、ロシアからの留学生が多数存在しており、日本からは日本女性で初めて医学博士M.D.を取得した岡見京が1884年に入学し1889年に卒業、曽根（相沢）操、中川もとが 1906（明治39）年に同時に入学し、1910（明治43）年に帰国して医籍登録をした。

## 特筆される関係者
- アン・プレストン（英語版）
- メアリー・コリーナ・パットナム・ジャコビ（英語版）
- マチルダ・エヴァンス（英語版） - 最初のアフリカ系女性医師
- イライザ・アン・グライア - アフリカ系アメリカ人女性として初めてジョージア州で開業した医師